# 纪晓岚墓地
纪晓岚墓地位于河北省沧县崔尔庄镇北村西南200米，是纪晓岚与夫人合葬墓。2006年5月，该墓地被中华人民共和国国务院核定为第六批全国重点文物保护单位。

## 构造
纪晓岚墓地墓地坐西朝东，墓封土高5米，底部直径10米，呈半圆球形，占地约80平方米，墓前立有清嘉庆皇帝御赐碑1通。

## 历史
纪晓岚是沧县景城纪氏后裔，纪氏墓地始建于明朝永乐年间，面积南北300米、东西100米，共有坟墓1194座、墓碑136块。文化大革命期间（1966-1976年），墓地遭到严重破坏，后仅存残碑10余块；其中纪晓岚墓被挖开，里边除了书，没有什么随葬品。